# Ethel Peacock
Ethel M. Peacock (* um 1925) ist eine australische Badmintonspielerin.

## Karriere
Ethel Peacock gewann 1947 bei den australischen Meisterschaften den Titel im Mixed gemeinsam mit Dick Russell. Neun weitere Titelgewinne folgten bis 1953. Von 1948 bis 1953 erkämpfte sie sich pro Austragung immer mindestens einen Titel bei den Victoria International. 1949, 1950, 1952 und 1953 startete sie in der Whyte Trophy.

## Sportliche Erfolge
| Saison | Veranstaltung                     | Disziplin   | Platz | Name                           |
| ------ | --------------------------------- | ----------- | ----- | ------------------------------ |
| 1947   | Australien: Einzelmeisterschaften | Mixed       | 1     | Dick Russell / Ethel Peacock   |
| 1949   | Australien: Einzelmeisterschaften | Mixed       | 1     | Dick Russell / Ethel Peacock   |
| 1949   | Australien: Einzelmeisterschaften | Damendoppel | 1     | Jean Pullen / Ethel Peacock    |
| 1950   | Australien: Einzelmeisterschaften | Mixed       | 1     | Cliff Cutt / Ethel Peacock     |
| 1950   | Australien: Einzelmeisterschaften | Dameneinzel | 1     | Ethel Peacock                  |
| 1951   | Australien: Einzelmeisterschaften | Mixed       | 1     | Jeffrey Robson / Ethel Peacock |
| 1951   | Australien: Einzelmeisterschaften | Damendoppel | 1     | Peggy Grant / Ethel Peacock    |
| 1952   | Australien: Einzelmeisterschaften | Dameneinzel | 1     | Ethel Peacock                  |
| 1953   | Australien: Einzelmeisterschaften | Damendoppel | 1     | Peggy Grant / Ethel Peacock    |
| 1953   | Australien: Einzelmeisterschaften | Dameneinzel | 1     | Ethel Peacock                  |